# Lucas Gilbreath
Lucas Grant Gilbreath (Westminster, Colorado, 5 de marzo de 1996), más conocido como Lucas Gilbreath, es un jugador profesional estadounidense de béisbol que se desempeña en la posición de lanzador en Colorado Rockies, equipo de las Grandes Ligas de Béisbol (MLB).

## Carrera
En 2021, Gilbreath hizo su debut en la MLB con el equipo Colorado Rockies, donde lleva jugando tres temporadas.